# حساسية السمسم
حساسية السمسم هي حساسية غذائية شائعة تجاه الأطعمة المصنوعة من بذور السمسم، تتراوح تقديرات انتشار الحساسية بين 0.1 - 0.2% من عامة السكان وهي أعلى في الشرق الأوسط والبلدان الأخرى حيث تستخدم بذور السمسم في الأطعمة التقليدية.
ازداد الإبلاغ عن حساسية بذور السمسم في القرن الحادي والعشرين إما بسبب زيادة حقيقية في التعرض لمزيد من أطعمة السمسم أو بسبب زيادة الوعي، أدت زيادة معدلات حساسية السمسم إلى حث المزيد من البلدان على تنظيم ملصقات الأطعمة لتحديد مكونات السمسم في المنتجات وإمكانية حدوث الحساسية، في الولايات المتحدة سيصبح السمسم المادة الغذائية التاسعة المسببة للحساسية مع وضع الملصقات الإلزامية اعتبارًا من 1 يناير 2023.
رد الفعل التحسسي هو فرط الحساسية المناعية للبروتينات والبروتينات المحبة للدهون في بذور السمسم والأطعمة المصنوعة من بذور السمسم، بما في ذلك زيت السمسم الغذائي، يمكن أن تكون الأعراض سريعة أو تدريجية في الظهور، وتحدث خلال دقائق إلى أيام، قد يشمل رد الفعل التحسسي السريع الحساسية المفرطة وهي حالة قد تكون مهددة للحياة وتتطلب العلاج بالإبينفرين، قد تشمل الأعراض الأخرى البطيئة التهاب الجلد أو التهاب المريء، بالنسبة لمتطلبات الملصقات الغذائية التي تم وضعها في العديد من البلدان يلزم وضع ملصقات خاصة بالسمسم بالإضافة إلى المواد الثمانية الأكثر شيوعًا للحساسية الغذائية والتي تعد مسؤولة عن 90% من تفاعلات الحساسية تجاه الأطعمة: حليب البقر والبيض والقمح والمحار والفول السوداني وجوز الشجر والأسماك وفول الصويا.
بالإضافة إلى البروتينات المسببة للحساسية القابلة للذوبان في الماء تشترك بذور السمسم مع الفول السوداني والبندق في فئة من البروتينات المسببة للحساسية تعرف باسم الأوليوسينات.
تفتقر مستخلصات السمسم المحضرة تجاريًا إلى هذه البروتينات المحبة للدهون وبالتالي يمكن أن تكون سببًا لنتائج اختبار وخز الجلد السلبية الكاذبة على الرغم من أن الأوليوسينات يمكن أن تكون مسؤولة عن مجموعة من ردود الفعل التحسسية بما في ذلك صدمة الحساسية.
على عكس ردود الفعل التحسسية في مرحلة الطفولة المبكرة تجاه الحليب والبيض والتي غالبًا ما تقل مع تقدم الأطفال في العمر، تستمر حساسية السمسم في مرحلة الطفولة الأكبر سنًا والبلوغ مع ما يقدر بنحو 20-30% فقط من الأشخاص المصابين يتطور لديهم القدرة على التحمل، يمكن أن تتفاعل حساسية السمسم مع الحساسية تجاه الفول السوداني والبندق واللوز.

## العلامات والأعراض
عادة ما تظهر أعراض الحساسية من الطعام بشكل عام في نطاق من دقائق إلى ساعات للاستجابة والتي قد تشمل الحساسية المفرطة، قد تشمل الأعراض طفح جلدي وحكة في الفم والشفتين واللسان والحلق والعينين والجلد أو مناطق أخرى وتورم الشفتين واللسان والجفون أو الوجه كله وصعوبة البلع وسيلان الأنف أو احتقانه وبحة في الصوت، أو ضيق في التنفس أو إسهال أو ألم في البطن أو دوار أو إغماء أو غثيان أو قيء، تختلف أعراض الحساسية من شخص لآخر ومن حادث إلى آخر.
من المحتمل أن تكون البداية التأقية لرد فعل تحسسي مهددة للحياة وتتميز بضيق في الجهاز التنفسي كما يتضح من الأزيز وصعوبة التنفس والزرقة وكذلك ضعف الدورة الدموية التي يمكن أن تشمل ضعف النبض وشحوب الجلد والإغماء.
يمكن أن تؤدي الاستجابة العامة إذا لم يتم علاجها إلى توسع الأوعية والذي يمكن أن يكون حالة من انخفاض ضغط الدم تسمى صدمة الحساسية، تم وصف كل هذه الأعراض على أنها من المحتمل أن تكون نتيجة لحساسية السمسم.

## الأسباب

### أكل السمسم
عادة ما تنتج حساسية السمسم عن تناول الأطعمة التي تحتوي على بذور السمسم أو دقيق السمسم أو زيت بذور السمسم، يبالغ الجهاز المناعي في رد فعله تجاه البروتينات الموجودة في الأطعمة المحتوية على السمسم مما يؤدي إلى رد فعل تحسسي، بمجرد حدوث رد فعل تحسسي تظل الحساسية مدى الحياة لدى 70-80% من الأشخاص.

### الاتصال المتبادل
يحدث التعرض عبر الاتصال الذي يشار إليه أيضًا بالتلوث المتبادل نتيجة معالجة الأطعمة في المصانع أو في أسواق المواد الغذائية أو حين يتم تحضيرها للطهي في المطاعم والمطابخ المنزلية، يتم نقل البروتينات المسببة للحساسية دون قصد من طعام إلى آخر، يمكن أن تكون المخابز مواقع للتعرض المتبادل لأن بذور السمسم تستخدم كمكونات في العديد من المخبوزات، وجد تقييم المنتجات الغذائية المشتراة من متاجر البقالة والمخابز في الشرق الأوسط في مونتريال كندا أن 16% من المنتجات المعبأة التي تحمل ملصق احتياطي لمسببات الحساسية قد تحتوي على السمسم، تشير هذه النتيجة إلى أن المنتجات يمكن أن تحتوي على محتوى سمسم قابل للقياس مما يتسبب في تلوث متبادل غير مقصود.

### التعرض المهني
أدى التعرض لغبار السمسم المستنشق من قبل عمال المخابز إلى الإصابة بحساسية السمسم في بيئة مهنية.

### التفاعل المتبادل مع الأطعمة النباتية الأخرى
تم تأكيد تفاعلات الحساسية تجاه الأوليوسينات من زيوت البندق والفول السوداني على أنها تفاعلية تبادلية لزيت السمسم، يشير تحليل البروتين إلى أن الحساسية من بذور الشيا قد تتفاعل مع حساسية السمسم.

## الآليات

### استجابة الحساسية
ردود الفعل التحسسية هي استجابات مفرطة النشاط من الجهاز المناعي للمواد غير الضارة لغالبية السكان مثل بروتينات الطعام، ليس واضحًا تمامًا سبب إثارة بعض البروتينات لردود فعل تحسسية في حين أن البعض الآخر لا يفعل ذلك، تقول إحدى النظريات أن البروتينات التي تقاوم الهضم في المعدة وبالتالي تصل إلى الأمعاء الدقيقة سليمة نسبيًا من المرجح أن تكون مسببة للحساسية، أظهرت بعض الدراسات أن الهضم قد يقضي على مسببات الحساسية تجاه الطعام أو ينقصها أو لا يكون له أي تأثير أو حتى يزيد من الحساسية، تعمل حرارة الطهي على تحلل جزيئات البروتين هيكليًا مما يجعلها أقل حساسية.
في المراحل المبكرة من رد الفعل التحسسي الحاد تتفاعل الخلايا الليمفاوية التي سبق تحسسها لبروتين سمسم معين أو جزء بروتيني عن طريق إنتاج نوع معين من الأجسام المضادة، يتم إطلاق الهيستامين والوسيطات الكيميائية الالتهابية الأخرى التي تسمى (السيتوكينات والإنترلوكينات والليوكوترين والبروستاجلاندين) في الأنسجة المحيطة، يتسبب هؤلاء الوسطاء عند إطلاقهم في العديد من التأثيرات الجهازية مثل توسع الأوعية وإفراز المخاط وتحفيز الأعصاب وتقلص العضلات الملساء، مما يؤدي بدوره إلى سيلان الأنف والحكة وضيق في التنفس وربما الحساسية المفرطة، اعتمادًا على الفرد ومسبب الحساسية وطريقة الإدخال يمكن أن تكون الأعراض جهازية (الحساسية المفرطة الكلاسيكية) أو موضعية لأنظمة معينة في الجسم، يكون الربو موضعيًا في الجهاز التنفسي بينما الأكزيما موضعية في الجلد.
بعد أن يهدأ رد فعل الوسائط الكيميائية للاستجابة الحادة يمكن أن تحدث استجابات المرحلة المتأخرة، عادة ما يظهر هذا بعد 2-24 ساعة من رد الفعل الأصلي، تختلف استجابات المرحلة المتأخرة في الربو اختلافًا طفيفًا عن تلك التي تظهر في استجابات الحساسية الأخرى على الرغم من أنها لا تزال ناتجة عن إطلاق وسطاء من الحمضات.

### بروتينات مسببة للحساسية
تم وصف ثمانية مسببات للحساسية من بذور السمسم
تم تأكيد تفاعلات الحساسية تجاه الأوليوسينات من زيوت السمسم والبندق والفول السوداني والتي تتراوح من التهاب الجلد التماسي إلى صدمة الحساسية، لا تحتوي مستخلصات السمسم المعيارية المستخدمة في تشخيص الحساسية على الأوليوسينات لذا فإن نتائج اختبارات وخز الجلد يمكن أن تقدم نتيجة سلبية كاذبة في حين أن استخدام بذور مطحونة حديثًا ينتج عنه نتيجة إيجابية حقيقية، يتم تكرير زيت الفول السوداني من الدرجة التجارية بدرجة عالية لذلك تتم إزالة الأوليوسينات لكن زيت السمسم التجاري المخصص للاستهلاك الغذائي عادةً ما يكون منتجًا غير مكرر يحتوي على نسبة بروتين قابلة للقياس.

## التشخيص
يعتمد التشخيص عادةً على التاريخ الطبي أو حمية الإقصاء أو اختبار وخز الجلد، ومع ذلك، فإن اختبارات وخز الجلد تعطي أحيانًا نتائج سلبية خاطئة بسبب نقص بروتينات الأوليوزين في مستخلصات السمسم القياسية، وبالتالي يمكن أن تكون بذور السمسم المطحونة الطازجة مفضلة في اختبارات وخز الجلد.

## الوقاية
ذكرت مراجعات المواد المسببة للحساسية الغذائية بشكل عام أن تقديم الأطعمة الصلبة للرضع في سن 4-6 أشهر قد يؤدي إلى أقل مخاطر حساسية لاحقة للإكزيما والتهاب الأنف التحسسي.

### الأطعمة التي يجب تجنبها
قد تحتوي مجموعة متنوعة من الأطعمة على بذور سمسم كاملة وبذور مطحونة لدقيق السمسم و/أو زيت سمسم، يحتوي زيت السمسم المخصص للطعام عادةً على محتوى بروتيني كافٍ لإثارة تفاعلات الحساسية، غالبًا ما تحتوي وصفات الطعام التقليدية من الشرق الأوسط وآسيا بما في ذلك الطحينة والتمبيه والبقلاوة والحمص والبابا غنوج والحلاوة الطحينية بالإضافة إلى ألواح الطعام من نوع الجرانولا على السمسم، قد تحتوي السلع المخبوزة مثل الخبز على بذور سمسم كاملة كغطاء، في اليابان غالبًا ما تحتوي الحلوى الصلبة وألواح الوجبات الخفيفة على بذور السمسم الكاملة، يُنصح الأشخاص الذين يعانون من حساسية معروفة من السمسم بتوضيح هذه المعلومات للموظفين عند تناول الطعام في المطاعم، بالإضافة إلى ذلك قد تحتوي مستحضرات التجميل والمكملات الغذائية والمنتجات الدوائية على زيت السمسم على الرغم من أن الأخيرة تميل إلى استخدام زيت السمسم النقي الذي لا يحتمل احتوائه على محتوى بروتين كافٍ للتسبب في الحساسية.

## العلاج
يختلف علاج ابتلاع منتجات السمسم من قبل الأفراد المصابين بالحساسية تبعًا لشدة الأعراض، للأعراض الخفيفة يمكن وصف مضادات الهيستامين مثل ديفينهيدرامين، في بعض الأحيان يتم وصف بريدنيزون لمنع حدوث تفاعل فرط الحساسية في المرحلة المتأخرة، قد تتطلب ردود الفعل التحسسية الشديدة (الحساسية المفرطة) العلاج بقلم الإبينفرين وهو عبارة عن جهاز حقن مصمم للاستخدام من قبل أخصائي غير مختص بالرعاية الصحية عند الحاجة إلى علاج طارئ، على عكس حساسية البيض حيث يوجد بحث نشط حول تجربة العلاج المناعي الفموي لإزالة حساسية الناس من مسببات حساسية البيض، لم يصل العلاج المناعي الفموي لحساسية السمسم إلى جودة الأدلة الكافية لتبرير استخدامه كعلاج طبي.

## المآل
على عكس حساسية الحليب والبيض التي يختفي أكثر من نصفها في سن المراهقة، تستمر 70-80% من حالات حساسية السمسم حتى مرحلة البلوغ.

## الإنتشار
الإصابة هي حالات تم تشخيصها حديثًا والتي يمكن التعبير عنها كحالات جديدة كل عام لكل مليون شخص، معدل الانتشار هو عدد الحالات على قيد الحياة والتي يمكن التعبير عنها كحالات موجودة لكل مليون شخص خلال فترة زمنية معينة، يتراوح انتشار حساسية السمسم بين 0.1 - 0.2% في الولايات المتحدة وأوروبا الغربية، وأكد أنه مرتفع حيث يصل إلى 0.8 - 0.9% في الشرق الأوسط ودول أخرى حيث تستخدم بذور السمسم في الأطعمة التقليدية، زاد الإبلاغ عن حساسية بذور السمسم خلال العقود الأخيرة، إما بسبب زيادة حقيقية بسبب التعرض للمزيد من الأطعمة أو زيادة في الوعي.

## المكونات المضافة عمدًا (الولايات المتحدة)
يطلب من الشركات التي تبيع الأطعمة في الولايات المتحدة الكشف على الملصقات عما إذا كان المنتج الغذائي المعبأ يحتوي على أي من هذه المواد الغذائية الرئيسية الثمانية المسببة للحساسية والتي تمت إضافتها عن قصد: حليب البقر والفول السوداني والبيض والمحار والأسماك وجوز الأشجار والصويا والقمح، في تشرين الثاني (نوفمبر) 2020 أصدرت إدارة الغذاء والدواء الأمريكية مسودة توجيه توصي بأن يضيف مصنعو الأغذية المحتوية على السمسم إلى الملصقات مما يجعل السمسم تاسع مطلوب على ملصق الحساسية، تم تمرير قانون في أبريل 2021 ينص على أن تكون الملصقات إلزامية لتكون سارية المفعول في 1 يناير 2023 مما يجعلها تاسع ملصق للمكونات الغذائية المطلوبة في الولايات المتحدة.